# Programa del Diploma del Bachillerato Internacional

Logo de la Organización del Bachillerato Internacional

El Programa de Diploma del Bachillerato Internacional (BI) es un programa educativo de dos años de duración que se imparte en tres idiomas (inglés, francés, español) dirigido a estudiantes no universitarios entre los 16 y los 19 años. Fue fundado en Ginebra (Suiza) en 1968 por la Organización del Bachillerato Internacional (OBI).
Actualmente se enseña en 3180 institutos, 907 de carácter público y 838 de carácter privado, de 127 países, con más de 600 000 estudiantes (abril de 2008). La superación de este bachillerato permite el acceso a diferentes universidades alrededor del mundo afiliadas a este programa sin necesidad de realizar, en la mayoría de casos, exámenes de admisión.

## Currículo

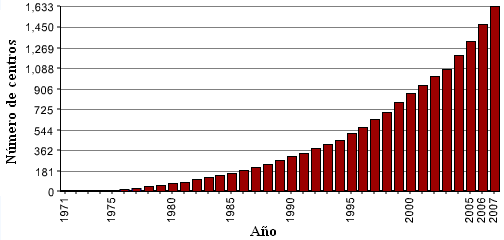
Evolución del número de centros que imparten el BI.

El currículo del Programa del Diploma (PD) se basa en seis grupos de asignaturas, aparte de una monografía, la materia de Teoría del Conocimiento (TdC) y una serie de horas de Creatividad, Actividad y Servicio (CAS). 

### Grupos de asignaturas
Los estudiantes cursan seis asignaturas: una de cada uno de los cinco primeros grupos y otra perteneciente a cualquier grupo excepto el quinto. Cuando menos, tres asignaturas deben ser de Nivel Superior (NS) y el resto de Nivel Medio (NM). Las de Nivel Superior tienen programas de 240 horas lectivas, mientras que las de Nivel Medio los tienen de 150.

#### Grupo 1: Lengua A1
En general, se trata del estudio de la literatura de la lengua materna del alumno, aunque incluye una sección de obras de literatura mundial. Hay un abanico de más de 45 lenguas, pero si el centro no imparte la lengua materna del alumno, este tiene la opción de afrontarla de forma autodidacta si se cumplen los siguientes requisitos:
- hay un mínimo razonable de literatura en esa lengua y
- la OBI recibe una notificación con tiempo suficiente antes de la convocatoria de exámenes.

Sin embargo, la enseñanza de la parte de literatura mundial de los estudiantes autodidactas seguiría a cargo de un profesor del centro.
La evaluación interna (véase la sección Evaluación) consiste en una presentación a la clase sobre un tema elegido por el alumno y en un examen oral de comentario de un texto perteneciente a alguna de las obras estudiadas. La evaluación externa incluye dos exámenes: uno en el que se debe realizar un análisis exhaustivo de un texto (prosaico o poético) desconocido por el alumno y otro en el que el alumno escribe un ensayo (los temas están fijados) que analice al menos dos de las obras estudiadas. Además, los estudiantes deben escribir dos trabajos (uno en Nivel Medio) de literatura mundial que engloben dos o tres de las obras estudiadas. Las obras las eligen los centros de entre un catálogo elaborado por la OBI.
A partir de septiembre de 2008, los colegios podrán impartir la asignatura transdisciplinaria Texto e Interpretación Dramática, que cumple los requisitos de los grupos 1 y 6.

#### Grupo 2: Segunda Lengua
Una lengua más a escoger entre los niveles A2, B (NS o NM) y ab initio (sólo NM). Este grupo se puede reemplazar por otra lengua A1 de modo que el estudiante optaría a un Diploma Bilingüe, que igualmente se le otorgaría si elige una lengua del tipo A2.

##### Lengua A2
Los estudiantes de lengua A2 deben tener un nivel próximo a los hablantes nativos, de modo que la carga lectiva se centra esencialmente en el estudio de la literatura, y de la cultura en general, de los países donde se habla dicha lengua. Los idiomas disponibles en nivel A2 son menos que en otros niveles. 
La evaluación es similar a la del grupo 1: dos componentes orales (evaluación interna), un examen de comentario comparativo de dos textos y otro de composición de un ensayo sobre temas tratados en el curso y escritura de dos trabajos de entre 1000 y 1500 palabras (evaluación externa).

##### Lengua B
Asignatura para estudiantes con conocimientos intermedios de la lengua extranjera. Suele hacer énfasis en mejorar la expresión escrita y oral de los alumnos, pero el hecho de que no haya un temario específico (al contrario que en los otros niveles) proporciona al profesor una gran libertad a la hora de decidir cómo debe enseñarse la asignatura. La evaluación interna consiste únicamente en una presentación oral elegida por el alumno. Los exámenes finales tienen preguntas de test, preguntas abiertas y los candidatos deben escribir dos redacciones, una corta y otra extensa. Esta lengua suele ser el inglés.

##### Lenguaab initio
La lengua en nivel ab initio está diseñada para estudiantes sin conocimientos previos de la lengua. Intenta transmitir al estudiante un conocimiento básico de las distintas áreas del lenguaje y de la cultura donde se habla esa lengua. El nivel que adquieren estos estudiantes en los dos años que dura el bachillerato es notablemente inferior al que tienen los alumnos de la lengua B, aunque ambos niveles comparten la estructura de la evaluación.

#### Grupo 3: Individuos y Sociedades
Incluye diez asignaturas: Antropología Social y Cultural, Economía, Gestión Empresarial, Política Global, Filosofía, Geografía, Historia (con diversas variantes regionales), Historia Islámica, Psicología y Tecnología de la Información en una Sociedad Global. Está en proyecto la asignatura transdisciplinaria Sistemas Ambientales y Sociedades.
La mayoría de ellas tienen programas asequibles para realizar en un curso (véase la sección Asignaturas anticipadas). Así, los candidatos se examinan de dicha asignatura tras el primer año, de modo que tienen más tiempo para estudiar en el segundo curso.18

#### Grupo 4: Ciencias Experimentales
Incluye ocho asignaturas: Astronomía, Biología, Química, Física, Sistemas Ambientales y Sociedades, Ciencias del Deporte el Ejercicio y la Salud, Tecnología del Diseño, e Informática.
La evaluación del grupo 4 es básicamente igual en todas las asignaturas y se distribuye de la siguiente manera:
- Evaluación interna sobre el trabajo práctico en el laboratorio, en el que se incluye el denominado proyecto del grupo 4 (no obligatorio para los estudiantes que cursan Sistemas Ambientales y Sociedades), que desarrolla un tema desde el punto de vista de varias asignaturas y que los estudiantes realizan en grupos.
- Examen 1: preguntas de test sobre cualquier sección del temario.
- Examen 2: preguntas de respuesta desarrollada sobre cualquier sección del temario.
- Examen 3: preguntas sobre los temas opcionales.

Cabe resaltar que los exámenes de física son los que llevan una mayor dificultad en sus tres pruebas, así convirtiéndose en los exámenes más difíciles del Programa del Diploma del Bachillerato Internacional y ocupando el quinto puesto en el ranking de cursos más conllevados en todos los programas educativos y de formación a nivel mundial.

#### Grupo 5: Matemáticas
Incluye cuatro asignaturas: Matemáticas: Análisis y Enfoques (NM y NS) y Matemáticas: Aplicaciones e Interpretación (NM y NS)
Para todos los niveles, la evaluación interna consiste en:
- Un trabajo de investigación matemática (la OBI sugiere varios temas)
- Un trabajo sobre optimización (ejemplo: diseño óptimo para una lata de bebida).

La evaluación externa se compone de dos exámenes para los cursos en nivel medio, y tres para el nivel superior:
- Prueba 1: 20 (15 a Nivel Medio) preguntas cortas sobre el temario troncal.
- Prueba 2: 5 problemas extensos sobre el temario troncal.
- Prueba 3: 5 problemas extensos sobre el tema opcional.

#### Grupo 6: Artes
Incluye tres asignaturas: Música, Artes Teatrales y Artes Visuales. Con carácter piloto, se ofrecen además, Cine y Danza.
Este grupo se considera optativo y, de hecho, como puede verse en el boletín estadístico accesible desde la sección Enlaces externos, pocos estudiantes eligen alguna de sus asignaturas. Esto se debe, en muchos casos, a que los centros ni siquiera ofrecen la posibilidad de hacerlo. Además (visible también en el boletín estadístico), la calificaciones de este grupo son las más bajas de todas, lo que crea cada año una controversia importante entre alumnos, profesores y examinadores.

### Monografía
La monografía consiste en un ensayo de hasta 4000 palabras fruto de un trabajo de investigación dirigido por el propio alumno y supervisado, normalmente, por un profesor del colegio. La monografía versa sobre un tema muy concreto que el alumno considere interesante para el estudio; dicho tema puede estar circunscrito en cualquier asignatura, aunque el alumno no la haya elegido para los exámenes finales. Constituye uno de los requisitos sine qua non para la obtención del Diploma. Junto con el ensayo de Teoría del Conocimiento determina la cantidad de puntos adicionales que tendrá el alumno (véase la sección Resultados).

### Creatividad, Actividad y Servicio (CAS)
El programa de Creatividad, Actividad y Servicio es otro requisito necesario para la obtención del Diploma. 
Hasta el curso 2010-2011: la creatividad (50 horas) podía completarse con la realización de una amplia variedad de labores artísticas; la acción (50 horas) envolvia la participación en deportes individuales y grupales, además de expediciones y proyectos a nivel local e internacional y el servicio (50 horas) que interpretaba una serie de actividades que originen un beneficio a la comunidad.
Actualmente se realizan una serie de actividades en las que no se contabilizan las horas exactas sino que se da una cifra aproximada y de las que es necesario extraer un aprendizaje a nivel artístico (Creatividad), deportivo (Actividad) y/o solidario (Servicio). Ya no es necesaria la contabilización de las 150 "horas CAS" que es como se llama a las destinadas a esta asignaturas.

### Teoría del Conocimiento (TdC)
La asignatura de Teoría del Conocimiento trata de una investigación de aproximadamente 100 horas orientada a la reflexión crítica acerca de los múltiples campos del conocimiento. Es uno de los tres ejes de las asignaturas. Para superarla satisfactoriamente los alumnos candidatos al Diploma deben escribir un ensayo de 1200 a 1600 palabras referente a un tema dado que se elige entre varias opciones, y hacer una presentación oral a la clase sobre un tema de su elección con su discusión posterior. De las calificaciones de la monografía y del ensayo de Teoría del Conocimiento se deducen, por medio de una tabla diseñada por la OBI, cuántos de los tres puntos adicionales conseguirá el alumno (véase la sección Resultados).

### Evaluación
Todas las asignaturas se evalúan interna y externamente. Las calificaciones obtenidas en la evaluación interna y externa sufren una estandarización a nivel mundial, es decir, que se toma en cuenta la dificultad que han mostrado los exámenes recalibrando las fronteras de puntos para obtener una calificación u otra. El reconocimiento de la madurez académica de los interesados en una educación universitaria a continuación depende de esta evaluación.

#### Evaluación externa
La evaluación externa consiste básicamente en los exámenes finales en los que los alumnos toman parte. Constituye la principal forma de evaluación en la mayoría de las asignaturas por la objetividad que ofrece. La evaluación externa de cada asignatura consta de al menos dos exámenes, que pueden ser de distinto tipo o bien incidir sobre temas diferentes dentro de la asignatura. Los principales tipos de exámenes son los siguientes:
- escritura de ensayos;
- resolución de problemas;
- preguntas de respuesta corta;
- preguntas de comprensión de datos;
- preguntas de comprensión lectora;
- preguntas sobre un estudio de caso y
- preguntas de opción múltiple (test).

También se sitúan dentro de la evaluación externa la corrección de la monografía, el ensayo de Teoría del Conocimiento y los trabajos de literatura mundial del grupo 1.

#### Asignaturas anticipadas
En muchos casos, los temarios de las asignaturas del grupo 3 a Nivel Medio (y alguna del grupo 4, como Sistemas Medioambientales) pueden estudiarse en un año. Los candidatos con una asignatura anticipada se examinan tras el primer año, de modo que tienen más tiempo para estudiar en el segundo curso.

#### Examinadores
La Organización del Bachillerato Internacional dispone de cerca de 5000 examinadores en todo el mundo, que son normalmente profesores del Programa del Diploma o expertos en la materia. Con el objeto de que la corrección de exámenes y trabajos sea lo más objetiva y justa posible, los examinadores reciben detalladas instrucciones acerca de lo que se debe tomar en cuenta y de qué manera. El equipo incluye examinadores Senior, que son aquellos examinadores más experimentados que normalmente se desempeñan como Jefes de los equipos de corrección, y examinadores Jefe, quienes desempeñan el cargo de mayor responsabilidad en cada asignatura. De modo análogo a lo que sucede con la evaluación interna, los examinadores envían una muestra de las correcciones que han realizado para que sean revisadas por examinadores supervisores, que son también quienes preparan las preguntas de los exámenes y establecen las instrucciones para la corrección (Nota: recientemente esto ha cambiado, ahora en muchas asignaturas se evalúa por medio de internet).

#### Resultados
Las calificaciones de los exámenes que los alumnos han realizado en los meses de mayo (normalmente en el hemisferio norte) se publican el 5 de julio, mientras que los resultados de la convocatoria de noviembre (normalmente en el hemisferio sur) se publican el 5 de enero. Las asignaturas se califican sobre un baremo de 1 a 7 puntos, y a la calificación total que supone la suma de las calificaciones de cada asignatura se pueden agregar hasta 3 puntos según las valoraciones de la monografía y del ensayo de Teoría del Conocimiento. La puntuación máxima del Programa del Diploma es, por tanto, de 45 puntos. Aproximadamente, el 80% de los alumnos candidatos al Diploma lo obtienen finalmente, mientras que menos del 1% recibe la máxima puntuación. Por supuesto, cabe la posibilidad de pedir una revisión cuando el alumno o el colegio consideren que la calificación ha sido injusta.

## Concesiones
Hay dos tipos de concesiones disponibles en el Programa del Diploma. Se puede otorgar al alumno el Diploma completo o bien un Certificado de Mérito en asignaturas individuales.

### Diploma
Para la obtención del Diploma, deben cumplirse las siguientes condiciones:
- Al menos tres de las seis asignaturas se han estudiado a Nivel Superior.
- En todas las asignaturas se ha obtenido una nota superior a 3 puntos, con una puntuación total de cómo mínimo 24.
- La componente de Creatividad, Actividad y Servicio (CAS) ha sido completada.
- Se han realizado la monografía y el ensayo de Teoría del Conocimiento (TdC), habiéndose obtenido una calificación superior a E en alguno de ellos (en un baremo con satisfacción decreciente de A a E).
- Si la puntuación total está entre 24 y 27, no se ha obtenido ningún 2 en asignaturas a Nivel Superior y como máximo uno en Nivel Medio. Si la puntuación es igual o superior a 28 puntos, basta no haber recibido más de un 2 en Nivel Superior ni más de dos 2 en Nivel Medio. Finalmente, cuando más, en tres asignaturas se ha obtenido un 3 o menos.
- Al menos 12 puntos corresponden a asignaturas de Nivel Superior (16 en caso de que se cursen cuatro asignaturas a Nivel Superior).
- El alumno no ha sido declarado culpable de conducta incorrecta.
- Se han completado al menos 150 horas de CAS y se tiene un diario con los reportes de dichas actividades.

### Certificados
Los candidatos pueden elegir no presentarse al programa completo, sino aspirar a un certificado en una asignatura particular. Estos candidatos no tienen la obligación de realizar los requisitos adicionales del Programa de Diploma (monografía, TdC y CAS), a excepción de los alumnos que escogen Historia Mundial, que deben recibir el curso de Teoría del Conocimiento.

## Gemischtsprachiges Internationale Baccalaureate
El GIB es un proyecto piloto del gobierno alemán y la Organización del Bachillerato Internacional que ofrece el Programa del Diploma en idioma alemán en los colegios alemanes en el extranjero. Es ofrecido en 15 colegios. Se puede cursar en Ecuador, Argentina, Colombia, Paraguay, El Salvador, Nicaragua, Guatemala, México, Perú, Chile y Bolivia y en España.